# La Chapelle-Saint-Jean
La Chapelle-Saint-Jean település Franciaországban, Dordogne megyében. Lakosainak száma 84 fő (2022. január 1.). La Chapelle-Saint-Jean Nailhac, Châtres és Saint-Rabier községekkel határos.

## Népesség
A település népességének változása:
| Lakosok száma | 67   | 74   | 69   | 75   | 94   | 92   | 91   | 91   | 89   | 84   |
|               | 1968 | 1982 | 1990 | 2006 | 2013 | 2015 | 2017 | 2019 | 2020 | 2022 |